# Lestards
Lestards är en kommun i departementet Corrèze i regionen Nouvelle-Aquitaine i de centrala delarna av Frankrike. Kommunen ligger  i kantonen Bugeat som tillhör arrondissementet Ussel. År 2022 hade Lestards 115 invånare.

## Befolkningsutveckling
Antalet invånare i kommunen Lestards
Referens:INSEE